# Kenneth O'Donnell
Kenneth Patrick O'Donnell (4 de marzo de 1924 – 9 de septiembre de 1977) fue un alto colaborador del presidente de los Estados Unidos, John F. Kennedy, y parte del grupo de consejeros personales de Kennedy, círculo llamado la "Mafia irlandesa".

## Trayectoria
Nacido en Worcester, Massachusetts, como Patrick  Kenneth O'Donnell, cambió legalmente el orden de sus dos nombres en los años sesenta. Era hijo del famoso entrenador y director deportivo del equipo de fútbol Holy Cross, Cleo O'Donnell, y fue padre del cofundador de EarthLink, Kevin M. O'Donnell. Durante la Segunda Guerra Mundial O'Donnell sirvió en la Fuerza Aérea de los EE. UU. entre 1942 y 1945. Después de la guerra O'Donnell estudió en el Harvard College, donde conoció a Robert Kennedy. Posteriormente asistió a la escuela de leyes Boston College.
En 1951 O'Donnell trabajó como vendedor para la compañía Hollingsworth and Whitney en Boston, Massachusetts. Miembro del Partido Demócrata de los Estados Unidos, O'Donnell colaboró en la campaña de John F. Kennedy al Senado. Trabajó como encargado de relaciones públicas antes de ser designado como Consejero Asistente del Comité Especial del Senado para investigar las actividades ilegales en las relaciones sindicato-empresa (1957-59).
En 1960 O'Donnell fue organizador, y también director de programa, en la campaña presidencial de John F. Kennedy. Al año siguiente llegó a ser además su asistente especial, su «secretario de citas»,  responsable de la agenda del presidente y uno de quienes le «guardaban las espaldas», cuidando de que no quedase situado en una posición políticamente insostenible. En estas funciones llegó a actuar de facto como jefe de Gabinete de la Casa Blanca durante el gobierno de Kennedy, un cargo para el que Kennedy no llegó a nombrar a nadie oficialmente durante su estancia en la Casa Blanca. O'Donnell fue uno de los colaboradores que más influencia ejerció sobre el presidente norteamericano.
O'Donnell fue un crítico temprano de la guerra de Vietnam y aconsejó a Kennedy finalizar la implicación de los EE. UU. en el conflicto. La reciente autobiografía de Ted Sorensen ("Counselor"), que había desempeñado las funciones de consejero especial del presidente Kennedy, revelaba el papel de O'Donnell como causante de la división del personal de JFK en "políticos" profesionales y académicos (tales como Sorensen y Arthur Schlesinger). Su antipatía hacia Sorensen llegó a ser tan fuerte que en los años 1976 y 1977 trabajó para desbaratar la nominación de Sorensen como Director de la Central de Inteligencia de Jimmy Carter.
Fue coautor del libro Johnny We Hardly Knew Ye (Johnny, apenas te conocimos), de la editorial Little Brown & Co. (Biblioteca del Congreso).

## Candidaturas gubernamentales
O'Donnell presentó su candidatura a gobernador por Massachusetts dos veces, en 1966 y 1970, sin conseguir la nominación por el Partido Demócrata en ambas ocasiones. Su mejor posición le hizo quedarse en 1966 a 64.000 votos de Edward McCormack. Aparentemente la combinación de sus fracasos electorales y los asesinatos de John y Bobby Kennedy le llevaron a morir de alcoholismo.

## O'Donnell en el cine
- Los Misiles de Octubre (1974, TV), interpretada por Stewart Moss.
- Kennedy (1983, TV), interpretada por Trey Wilson.
- JFK (1991), interpretada por David Benn.
- Trece días (2000), interpretada por Kevin Costner.
- Jackie Bouvier Kennedy Onassis (2000, TV), interpretada por Brian Wrench.